# Хариб
Хариб (Будёновка) — село в Ахвахском районе Дагестана. Входит в сельское поселение «Сельсовет „Ингердахский“». Анклав на территории Хасавюртовского района

## Географическое положение
Расположено на территории Хасавюртовского района, к западу от Аксайского водохранилища.
Ближайшие сёла: на севере — Адиль-Янгиюрт, на западе — Дзержинское.

## История
Посёлок Николаевка основан в 1900 году русскими переселенцами из Подольской, Херсонской и Бессарабской губерний. По данным на 1907 г. посёлок состоял из 22 хозяйств в которых проживало 124 человека. Жителями было арендовано 432 десятины земли. Основное занятие населения — хлебопашество. В поселке имелось 30 лошадей и 148 голов крупного рогатого скота. Посёлок был покинут в годы гражданской войны. Населённый пункт восстановлен в 1930-е годы, так по данным на 1939 г. хутор Будённый входил в состав Адиль-Янги-Юртовского сельсовета Бабаюртовского района. В 1957 года земли бывшего хутора были переданы под зимние пастбища колхоза имени XXI партсъезда села Ингердах Ахвахского района.

## Население
| 1939 | 2002 | 2010 | 2021 |
| ---- | ---- | ---- | ---- |
| 151  | ↗361 | ↗474 | ↗731 |

## Факты
В период с 1913 по 1918 годы в поселке Николаевка действовала метеостанция.